# Slovenia ai Giochi della XXX Olimpiade
La Slovenia ha partecipato ai Giochi della XXX Olimpiade di Londra che si sono svolti dal 27 luglio al 12 agosto 2012. È stata la 6ª partecipazione degli atleti sloveni ai giochi olimpici estivi.
Gli atleti della delegazione slovena sono stati 65 (28 uomini e 37 donne), in 15 discipline. Alla cerimonia di apertura il portabandiera è stato il canoista Peter Kauzer, mentre la portabandiera della cerimonia di chiusura è stata la taekwondoka Franka Anić.
La Slovenia ha ottenuto un totale di 4 medaglie (1 oro, 1 argento e 2 bronzi).

## Medaglie
| Riepilogo quotidiano | Riepilogo quotidiano | Riepilogo quotidiano | Riepilogo quotidiano | Riepilogo quotidiano | Riepilogo quotidiano | Riepilogo quotidiano |
| -------------------- | -------------------- | -------------------- | -------------------- | -------------------- | -------------------- | -------------------- |
| Giorno               | Data                 |                      |                      |                      | Totale               |                      |
| 1º                   | 27                   | —                    | —                    | —                    | —                    |                      |
| 2º                   | 28                   | 0                    | 0                    | 0                    | 0                    |                      |
| 3º                   | 29                   | 0                    | 0                    | 0                    | 0                    |                      |
| 4º                   | 30                   | 0                    | 0                    | 0                    | 0                    |                      |
| 5º                   | 31                   | 1                    | 0                    | 0                    | 1                    |                      |
| 6º                   | 1                    | 0                    | 0                    | 0                    | 0                    |                      |
| 7º                   | 2                    | 0                    | 0                    | 1                    | 1                    |                      |
| 8º                   | 3                    | 0                    | 0                    | 1                    | 1                    |                      |
| 9º                   | 4                    | 0                    | 0                    | 0                    | 0                    |                      |
| 10º                  | 5                    | 0                    | 1                    | 0                    | 1                    |                      |
| 11º                  | 6                    | 0                    | 0                    | 0                    | 0                    |                      |
| 12º                  | 7                    | 0                    | 0                    | 0                    | 0                    |                      |
| 13º                  | 8                    | 0                    | 0                    | 0                    | 0                    |                      |
| 14º                  | 9                    | 0                    | 0                    | 0                    | 0                    |                      |
| 15º                  | 10                   | 0                    | 0                    | 0                    | 0                    |                      |
| 16º                  | 11                   | 0                    | 0                    | 0                    | 0                    |                      |
| 17º                  | 12                   | 0                    | 0                    | 0                    | 0                    |                      |
| Totale               | Totale               | 1                    | 1                    | 2                    | 4                    |                      |

### Medagliere per discipline
| Sport            | Oro | Argento | Bronzo | Totale |
| ---------------- | --- | ------- | ------ | ------ |
| Judo             | 1   | 0       | 0      | 1      |
| Atletica leggera | 0   | 1       | 0      | 1      |
| Canottaggio      | 0   | 0       | 1      | 1      |
| Tiro             | 0   | 0       | 1      | 1      |
| Totale           | 1   | 1       | 2      | 4      |

### Medaglie d'oro
| Medaglia | Nome         | Sport | Evento          |
| -------- | ------------ | ----- | --------------- |
| Oro      | Urška Žolnir | Judo  | 63 kg femminile |

### Medaglie d'argento
| Medaglia | Nome          | Sport            | Evento                       |
| -------- | ------------- | ---------------- | ---------------------------- |
| Argento  | Primož Kozmus | Atletica leggera | Lancio del martello maschile |

### Medaglie di bronzo
| Medaglia | Nome                | Sport       | Evento                         |
| -------- | ------------------- | ----------- | ------------------------------ |
| Bronzo   | Iztok Čop Luka Špik | Canottaggio | 2 di coppia maschile           |
| Bronzo   | Rajmond Debevec     | Tiro        | Carabina 50 m a terra maschile |

## Atletica leggera
| Q | Qualificato al turno successivo per la posizione in qualificazione                                                           |
| q | Qualificato per il turno successivo per ripescaggio o, negli eventi su campo, conquistando la misura minima per qualificarsi |

### Maschile
Eventi di corsa su pista e strada
| Atleta      | Evento         | Batteria  | Batteria  | Semifinale | Semifinale | Finale          | Finale          |
| Atleta      | Evento         | Risultato | Posizione | Risultato  | Posizione  | Risultato       | Posizione       |
| ----------- | -------------- | --------- | --------- | ---------- | ---------- | --------------- | --------------- |
| Primož Kobe | Maratona       | N.D.      | N.D.      | N.D.       | N.D.       | 2h 19'28"       | 46º             |
| Brent LaRue | 400 m ostacoli | 49"38     | 4° q      | 49"45      | 3°         | non qualificato | non qualificato |

Eventi su campo
| Atleta        | Evento                 | Qualificazioni | Qualificazioni | Finale          | Finale          |
| Atleta        | Evento                 | Misura         | Posizione      | Misura          | Posizione       |
| ------------- | ---------------------- | -------------- | -------------- | --------------- | --------------- |
| Matija Kranjc | Lancio del giavellotto | 72,63 m        | 40°            | non qualificato | non qualificato |
| Primož Kozmus | Lancio del martello    | 78,12 m        | 3° Q           | 79,36 m         |                 |
| Rožle Prezelj | Salto in alto          | 2,21 m         | =25°           | non qualificato | non qualificato |

### Femminile
Eventi di corsa su pista e strada
| Atleta       | Evento         | Batteria  | Batteria  | Semifinale      | Semifinale      | Finale          | Finale          |
| Atleta       | Evento         | Risultato | Posizione | Risultato       | Posizione       | Risultato       | Posizione       |
| ------------ | -------------- | --------- | --------- | --------------- | --------------- | --------------- | --------------- |
| Žana Jereb   | Maratona       | N.D.      | N.D.      | N.D.            | N.D.            | 2h 42'50"       | 88ª             |
| Sonja Roman  | 1500 m         | 4'19"17   | 11ª       | non qualificata | non qualificata | non qualificata | non qualificata |
| Marina Tomić | 100 m ostacoli | 13"10     | 5ª        | non qualificata | non qualificata | non qualificata | non qualificata |

Eventi su campo
| Atleta         | Evento                 | Qualificazioni | Qualificazioni | Finale          | Finale          |
| Atleta         | Evento                 | Misura         | Posizione      | Misura          | Posizione       |
| -------------- | ---------------------- | -------------- | -------------- | --------------- | --------------- |
| Martina Ratej  | Lancio del giavellotto | 63,60 m        | 6ª Q           | 61,62 m         | 7ª              |
| Marija Šestak  | Salto triplo           | 14,16 m        | 12ª q          | 13,98 m         | 11ª             |
| Barbara Špiler | Lancio del martello    | 67,21 m        | 29ª            | non qualificata | non qualificata |
| Tina Šutej     | Salto con l'asta       | 4,25 m         | 19ª            | non qualificata | non qualificata |

## Badminton
Femminile
| Atleta     | Evento            | Girone                       | Girone                            | Girone    | Ottavi               | Quarti               | Semifinale           | Finale               | Finale          |
| Atleta     | Evento            | Avversario Punteggio         | Avversario Punteggio              | Posizione | Avversario Punteggio | Avversario Punteggio | Avversario Punteggio | Avversario Punteggio | Posizione       |
| ---------- | ----------------- | ---------------------------- | --------------------------------- | --------- | -------------------- | -------------------- | -------------------- | -------------------- | --------------- |
| Maja Tvrdy | Singolo femminile | S. Sato (JPN) P 20-22, 18-21 | S. Egelstaff (GBR) P 15-21, 10-21 | 3ª        | non qualificata      | non qualificata      | non qualificata      | non qualificata      | non qualificata |

## Canoa/Kayak

### Slalom
Maschile
| Atleta                 | Evento | Qualificazioni | Qualificazioni | Qualificazioni | Qualificazioni | Qualificazioni | Qualificazioni | Semifinali | Semifinali | Semifinali | Finale          | Finale          | Finale          |
| Atleta                 | Evento | 1ª manche      | Pos.           | 2ª manche      | Pos.           | Migliore       | Posizione      | Penalità   | Tempo      | Posizione  | Penalità        | Tempo           | Posizione       |
| ---------------------- | ------ | -------------- | -------------- | -------------- | -------------- | -------------- | -------------- | ---------- | ---------- | ---------- | --------------- | --------------- | --------------- |
| Peter Kauzer           | K-1    | 90"98          | 9°             | 88"10          | 4°             | 88"10          | 5º Q           | 2"         | 96"02      | 1º Q       | 6"              | 101"01          | 6º              |
| Benjamin Savšek        | C-1    | 90"83          | 1°             | 203"42         | 15°            | 90"83          | 2º Q           | 0"         | 99"92      | 2º Q       | 108"            | 219"95          | 8º              |
| Luka Božič Sašo Taljat | C-2    | 102"82         | 4°             | 101"08         | 4°             | 101"08         | 6º Q           | 2"         | 113"50     | 8º         | non qualificati | non qualificati | non qualificati |

Femminile
| Atleta      | Evento | Qualificazioni | Qualificazioni | Qualificazioni | Qualificazioni | Qualificazioni | Qualificazioni | Semifinali | Semifinali | Semifinali | Finale          | Finale          | Finale          |
| Atleta      | Evento | 1ª manche      | Pos.           | 2ª manche      | Pos.           | Migliore       | Posizione      | Penalità   | Tempo      | Posizione  | Penalità        | Tempo           | Posizione       |
| ----------- | ------ | -------------- | -------------- | -------------- | -------------- | -------------- | -------------- | ---------- | ---------- | ---------- | --------------- | --------------- | --------------- |
| Eva Terčelj | K-1    | 107"17         | 7ª             | 107"57         | 9ª             | 107"17         | 11ª Q          | 6"         | 117"36     | 13ª        | non qualificata | non qualificata | non qualificata |

### Velocità
| FA | Qualificato in finale A (per le medaglie)                       |
| FB | Qualificato in finale B (non per le medaglie)                   |
| Q  | Qualificato al turno successivo per posizione in qualificazione |
| q  | Qualificato al turno successivo per ripescaggio                 |

Femminile
| Atleta            | Evento    | Batteria | Batteria   | Semifinale | Semifinale | Finale   | Finale     |
| Atleta            | Evento    | Tempo    | Classifica | Tempo      | Classifica | Tempo    | Classifica |
| ----------------- | --------- | -------- | ---------- | ---------- | ---------- | -------- | ---------- |
| Špela Ponomarenko | K-1 200 m | 42"884   | 4ª Q       | 42"209     | 5ª FB      | 44"953   | 10ª        |
| Špela Ponomarenko | K-1 500 m | 2'01"520 | 5ª Q       | 1'53"341   | 5ª FB      | 1'53"718 | 12ª        |

## Canottaggio
| FA   | Qualificato in finale A (per le medaglie)     |
| FB   | Qualificato in finale B (non per le medaglie) |
| FC   | Qualificato in finale C (non per le medaglie) |
| FD   | Qualificato in finale D (non per le medaglie) |
| FE   | Qualificato in finale E (non per le medaglie) |
| FF   | Qualificato in finale F (non per le medaglie) |
| SA/B | Semifinali A/B                                |
| SC/D | Semifinali C/D                                |
| SE/F | Semifinali E/F                                |
| QF   | Qualificato ai quarti di finale               |
| R    | Ripescaggio                                   |

Maschile
| Atleta              | Evento      | Batteria | Batteria  | Ripescaggio | Ripescaggio | Semifinali | Semifinali | Finale  | Finale    |
| Atleta              | Evento      | Tempo    | Posizione | Tempo       | Posizione   | Tempo      | Posizione  | Tempo   | Posizione |
| ------------------- | ----------- | -------- | --------- | ----------- | ----------- | ---------- | ---------- | ------- | --------- |
| Iztok Čop Luka Špik | 2 di coppia | 6'17"78  | =2° SA/B  | Bye         | Bye         | 6'19"97    | 1° FA      | 6'34"35 |           |

## Ciclismo

### Ciclismo su strada
Maschile
| Atleta          | Evento         | Tempo     | Classifica |
| --------------- | -------------- | --------- | ---------- |
| Janez Brajkovič | Corsa in linea | 5h 46'05" | 21º        |
| Janez Brajkovič | Cronometro     | 54'09"72  | 10º        |
| Borut Božič     | Corsa in linea | 5h 46'37" | 46º        |
| Grega Bole      | Corsa in linea | 5h 46'37" | 79º        |

Femminile
| Atleta          | Evento         | Tempo     | Classifica |
| --------------- | -------------- | --------- | ---------- |
| Polona Batagelj | Corsa in linea | 3h 35'56" | 22ª        |

### Mountain Bike
Femminile
| Atleta          | Evento        | Tempo     | Classifica |
| --------------- | ------------- | --------- | ---------- |
| Blaža Klemenčič | Cross-country | 1h 39'42" | 23ª        |
| Tanja Žakelj    | Cross-country | 1h 34'41" | 10ª        |

## Ginnastica

### Ginnastica artistica
Femminile
| Atleta     | Evento               | Qualificazione | Qualificazione | Qualificazione | Qualificazione | Qualificazione | Qualificazione | Finale          | Finale          | Finale          | Finale          | Finale          | Finale          |
| Atleta     | Evento               | Attrezzo       | Attrezzo       | Attrezzo       | Attrezzo       | Totale         | Posizione      | Attrezzo        | Attrezzo        | Attrezzo        | Attrezzo        | Totale          | Posizione       |
| Atleta     | Evento               | CL             | V              | P              | S              | Totale         | Posizione      | CL              | V               | P               | S               | Totale          | Posizione       |
| ---------- | -------------------- | -------------- | -------------- | -------------- | -------------- | -------------- | -------------- | --------------- | --------------- | --------------- | --------------- | --------------- | --------------- |
| Saša Golob | Concorso individuale | 13.500         | 0.000          | 12.066         | 13.033         | 38.599         | 60ª            | non qualificata | non qualificata | non qualificata | non qualificata | non qualificata | non qualificata |

## Judo
Maschile
| Atleta       | Evento  | Preliminari          | 16-esimi                        | Ottavi                       | Quarti               | Semifinali           | Ripescaggio          | Med. bronzo          | Finale               | Posizione       |
| Atleta       | Evento  | Avversario Risultato | Avversario Risultato            | Avversario Risultato         | Avversario Risultato | Avversario Risultato | Avversario Risultato | Avversario Risultato | Avversario Risultato | Posizione       |
| ------------ | ------- | -------------------- | ------------------------------- | ---------------------------- | -------------------- | -------------------- | -------------------- | -------------------- | -------------------- | --------------- |
| Rok Drakšič  | -66 kg  | Bye                  | R. Valderrama (VEN) V 0100–0001 | M. Ungvári (HUN) P 0002–0011 | non qualificato      | non qualificato      | non qualificato      | non qualificato      | non qualificato      | non qualificato |
| Aljaž Sedej  | -81 kg  | Bye                  | T. Stevens (USA) P 0002–1010    | non qualificato              | non qualificato      | non qualificato      | non qualificato      | non qualificato      | non qualificato      | non qualificato |
| Matjaž Ceraj | +100 kg | N.D.                 | S. Bondarenko (UKR) V 0021–0002 | Kim S.-M. (KOR) P 0001–0020  | non qualificato      | non qualificato      | non qualificato      | non qualificato      | non qualificato      | non qualificato |

Femminile
| Atleta           | Evento | 16-esimi                        | Ottavi                      | Quarti                           | Semifinali                           | Ripescaggio                 | Med. bronzo          | Finale                  | Posizione       |
| Atleta           | Evento | Avversario Risultato            | Avversario Risultato        | Avversario Risultato             | Avversario Risultato                 | Avversario Risultato        | Avversario Risultato | Avversario Risultato    | Posizione       |
| ---------------- | ------ | ------------------------------- | --------------------------- | -------------------------------- | ------------------------------------ | --------------------------- | -------------------- | ----------------------- | --------------- |
| Vesna Đukić      | -57 kg | K. Matsumoto (JPN) P 0002–0011  | non qualificata             | non qualificata                  | non qualificata                      | non qualificata             | non qualificata      | non qualificata         | non qualificata |
| Urška Žolnir     | -63 kg | C. Malzahn (GER) V 1100–0000    | E. García (ECU) V 1000–0001 | A. Schlesinger (ISR) V 1100–0000 | Tsedevsürengiin M. (MGL) V 1000–0000 | Bye                         | Bye                  | Xu L. (CHN) V 0100–0011 |                 |
| Raša Sraka       | -70 kg | Bye                             | C. Blanco (ESP) V 1102–0001 | Hwang Y.-S. (KOR) P 0001–1000    | non qualificata                      | Y. Alvear (COL) P 0001–1000 | non qualificata      | non qualificata         | 7ª              |
| Anamari Velenšek | -78 kg | D. Pogorzelec (POL) P 0000–0001 | non qualificata             | non qualificata                  | non qualificata                      | non qualificata             | non qualificata      | non qualificata         | non qualificata |
| Lucija Polavder  | +78 kg | Bye                             | K. Bryant (GBR) P 0000–0011 | non qualificata                  | non qualificata                      | non qualificata             | non qualificata      | non qualificata         | non qualificata |

## Nuoto e sport acquatici

### Nuoto
Maschile
| Atleta         | Evento         | Batterie | Batterie   | Semifinali      | Semifinali      | Finale          | Finale          |
| Atleta         | Evento         | Tempo    | Classifica | Tempo           | Classifica      | Tempo           | Classifica      |
| -------------- | -------------- | -------- | ---------- | --------------- | --------------- | --------------- | --------------- |
| Damir Dugonjič | 100 m rana     | 1'00"77  | 18º        | non qualificato | non qualificato | non qualificato | non qualificato |
| Peter Mankoč   | 100 m farfalla | 52"44    | 19º        | non qualificato | non qualificato | non qualificato | non qualificato |
| Robert Žbogar  | 200 m farfalla | 1'58"99  | 24º        | non qualificato | non qualificato | non qualificato | non qualificato |

Femminile
| Atleta                                                | Evento               | Batterie | Batterie   | Semifinali      | Semifinali      | Finale          | Finale          |
| Atleta                                                | Evento               | Tempo    | Classifica | Tempo           | Classifica      | Tempo           | Classifica      |
| ----------------------------------------------------- | -------------------- | -------- | ---------- | --------------- | --------------- | --------------- | --------------- |
| Anja Čarman                                           | 100 m dorso          | 1'02"68  | 34ª        | non qualificata | non qualificata | non qualificata | non qualificata |
| Anja Čarman                                           | 200 m dorso          | 2'13"01  | 25ª        | non qualificata | non qualificata | non qualificata | non qualificata |
| Nastja Govejšek                                       | 100 m stile libero   | 56"21    | 28ª        | non qualificata | non qualificata | non qualificata | non qualificata |
| Sara Isaković                                         | 200 m stile libero   | 1'58"96  | 16ª Q      | 1'58"47         | 14ª             | non qualificata | non qualificata |
| Sara Isaković                                         | 100 m farfalla       | 59"86    | 31ª        | non qualificata | non qualificata | non qualificata | non qualificata |
| Anja Klinar                                           | 200 m farfalla       | 2'09"24  | 14ª Q      | 2'07"84         | 11ª             | non qualificata | non qualificata |
| Anja Klinar                                           | 400 m misti          | 4'38"20  | 10ª        | N.D.            | N.D.            | non qualificata | non qualificata |
| Tjaša Oder                                            | 800 m stile libero   | 8'41"82  | 25ª        | N.D.            | N.D.            | non qualificata | non qualificata |
| Mojca Sagmeister                                      | 400 m stile libero   | 4'21"55  | 32ª        | N.D.            | N.D.            | non qualificata | non qualificata |
| Tanja Šmid                                            | 200 m rana           | 2'32"19  | 33ª        | non qualificata | non qualificata | non qualificata | non qualificata |
| Tjaša Vozel                                           | 100 m rana           | 1'09"63  | 30ª        | non qualificata | non qualificata | non qualificata | non qualificata |
| Urša Bežan Sara Isaković Anja Klinar Mojca Sagmeister | 4×200 m stile libero | 8'04"69  | 14ª        | N.D.            | N.D.            | non qualificate | non qualificate |

## Taekwondo
Maschile
| Atleta         | Evento | Ottavi                  | Quarti               | Semifinale           | Ripescaggio Turno 1  | Ripescaggio Turno 2  | Finale               | Classifica      |
| Atleta         | Evento | Avversario Risultato    | Avversario Risultato | Avversario Risultato | Avversario Risultato | Avversario Risultato | Avversario Risultato | Classifica      |
| -------------- | ------ | ----------------------- | -------------------- | -------------------- | -------------------- | -------------------- | -------------------- | --------------- |
| Ivan Trajkovič | +80 kg | Cha D.-M. (KOR) P (4-9) | non qualificato      | non qualificato      | non qualificato      | non qualificato      | non qualificato      | non qualificato |

Femminile
| Atleta      | Evento | Ottavi                             | Quarti                        | Semifinale                | Ripescaggio Turno 1  | Ripescaggio Turno 2        | Finale               | Classifica      |
| Atleta      | Evento | Avversario Risultato               | Avversario Risultato          | Avversario Risultato      | Avversario Risultato | Avversario Risultato       | Avversario Risultato | Classifica      |
| ----------- | ------ | ---------------------------------- | ----------------------------- | ------------------------- | -------------------- | -------------------------- | -------------------- | --------------- |
| Franka Anić | -67 kg | G. Aytmukhambetova (KAZ) V (15-11) | K. Sergerie (CAN) V (10-5)    | Hwang K.-S. (KOR) P (0-7) | Bye                  | P. McPherson (USA) P (3-8) | non qualificata      | 5°              |
| Nuša Rajher | +67 kg | F. Yergeshova (KAZ) V (17-16) SDP  | A. Baryšnikova (RUS) P (9-11) | non qualificata           | non qualificata      | non qualificata            | non qualificata      | non qualificata |

## Tennis
Maschile
| Atleta      | Evento  | 32-esimi                          | 16-esimi                         | Ottavi               | Quarti               | Semifinali           | Finale               | Pos.            |
| Atleta      | Evento  | Avversario Risultato              | Avversario Risultato             | Avversario Risultato | Avversario Risultato | Avversario Risultato | Avversario Risultato | Pos.            |
| ----------- | ------- | --------------------------------- | -------------------------------- | -------------------- | -------------------- | -------------------- | -------------------- | --------------- |
| Blaž Kavčič | Singolo | V. Vardhan (IND) V 2-0 (6-3, 6-2) | D. Ferrer (ESP) P 0-2 (2-6, 2-6) | non qualificato      | non qualificato      | non qualificato      | non qualificato      | non qualificato |

Femminile
| Atleta                            | Evento  | 32-esimi                              | 16-esimi                                                    | Ottavi                                          | Quarti               | Semifinali           | Finale               | Pos.            |
| Atleta                            | Evento  | Avversario Risultato                  | Avversario Risultato                                        | Avversario Risultato                            | Avversario Risultato | Avversario Risultato | Avversario Risultato | Pos.            |
| --------------------------------- | ------- | ------------------------------------- | ----------------------------------------------------------- | ----------------------------------------------- | -------------------- | -------------------- | -------------------- | --------------- |
| Polona Hercog                     | Singolo | M. J. Martínez (ESP) P 0-2 (2-6, 4-6) | non qualificata                                             | non qualificata                                 | non qualificata      | non qualificata      | non qualificata      | non qualificata |
| Andreja Klepač Katarina Srebotnik | Doppio  | N.D.                                  | M. Čachnašvili/ A. Tatišvili (GEO) V 2-1 (7-67-0, 6-3, 2-6) | S. Errani/ R. Vinci (ITA) P 1-2 (5-7, 6-4, 4-6) | non qualificate      | non qualificate      | non qualificate      | non qualificate |

## Tennis tavolo
Maschile
| Atleta      | Evento  | Preliminari          | Round 1              | Round 2                                                       | Round 3                                      | Round 4              | Quarti di finale     | Semifinale           | Finale               | Posizione       |                 |
| Atleta      | Evento  | Avversario Risultato | Avversario Risultato | Avversario Risultato                                          | Avversario Risultato                         | Avversario Risultato | Avversario Risultato | Avversario Risultato | Avversario Risultato | Posizione       |                 |
| ----------- | ------- | -------------------- | -------------------- | ------------------------------------------------------------- | -------------------------------------------- | -------------------- | -------------------- | -------------------- | -------------------- | --------------- | --------------- |
| Bojan Tokić | Singolo | Bye                  | Bye                  | Liu S. (ARG) V 4-3 (11-0, 7-11, 11-7, 11-6, 3-11, 9-11, 11-8) | Gao N. (SIN) P 0-4 (7-11, 7-11, 5-11, 12-14) | non qualificato      | non qualificato      | non qualificato      | non qualificato      | non qualificato | non qualificato |

## Tiro a segno/volo
Maschile
| Atleta          | Evento                    | Qualificazione | Qualificazione | Finale          | Finale          |
| Atleta          | Evento                    | Punteggio      | Classifica     | Punteggio       | Classifica      |
| --------------- | ------------------------- | -------------- | -------------- | --------------- | --------------- |
| Rajmond Debevec | Carabina 50 m 3 posizioni | 1161           | 27º            | non qualificato | non qualificato |
| Rajmond Debevec | Carabina 50 m a terra     | 596            | 3º Q           | 701,0           |                 |
| Boštjan Maček   | Trap                      | 121            | 7º             | non qualificato | non qualificato |

Femminile
| Atleta       | Evento                       | Qualificazione | Qualificazione | Finale          | Finale          |
| Atleta       | Evento                       | Punteggio      | Classifica     | Punteggio       | Classifica      |
| ------------ | ---------------------------- | -------------- | -------------- | --------------- | --------------- |
| Živa Dvoršak | Carabina 50 m 3 posizioni    | 574            | 36ª            | non qualificata | non qualificata |
| Živa Dvoršak | Carabina 10 m aria compressa | 396            | 11ª            | non qualificata | non qualificata |

## Tiro con l'arco
Maschile
| Atleta          | Evento      | Round di qualificazione | Round di qualificazione | 32-esimi                 | 16-esimi             | Ottavi               | Quarti               | Semifinali           | Finale               | Pos.            |
| Atleta          | Evento      | Punteggio               | Seed                    | Avversario Risultato     | Avversario Risultato | Avversario Risultato | Avversario Risultato | Avversario Risultato | Avversario Risultato | Pos.            |
| --------------- | ----------- | ----------------------- | ----------------------- | ------------------------ | -------------------- | -------------------- | -------------------- | -------------------- | -------------------- | --------------- |
| Klemen Štrajhar | Individuale | 639                     | 58º                     | Dai X. (CHN) (7) P (0-6) | non qualificato      | non qualificato      | non qualificato      | non qualificato      | non qualificato      | non qualificato |

## Triathlon
Femminile
| Atleta       | Evento    | Nuoto  | Trans. 1 | Ciclismo  | Trans. 2 | Corsa  | Totale    | Classifica |
| ------------ | --------- | ------ | -------- | --------- | -------- | ------ | --------- | ---------- |
| Mateja Šimic | Femminile | 19'31" | 0'43"    | 1h 07'11" | 0'34"    | 37'36" | 2h 05'35" | 37ª        |

## Vela
Maschile
| Atleta         | Evento | Regata | Regata | Regata | Regata | Regata | Regata | Regata | Regata | Regata | Regata | Regata | Punteggio Totale | Punteggio Netto | Classifica |
| Atleta         | Evento | 1      | 2      | 3      | 4      | 5      | 6      | 7      | 8      | 9      | 10     | M      | Punteggio Totale | Punteggio Netto | Classifica |
| -------------- | ------ | ------ | ------ | ------ | ------ | ------ | ------ | ------ | ------ | ------ | ------ | ------ | ---------------- | --------------- | ---------- |
| Karlo Hmeljak  | Laser  | 23     | 30     | 18     | 33     | 35     | 31     | 50 DNF | 25     | 27     | 32     | EL     | 303              | 253             | 31°        |
| Vasilij Žbogar | Finn   | 8      | 6      | 5      | 3      | 8      | 5      | 9      | 6      | 2      | 6      | 14     | 72               | 63              | 6°         |

Femminile
| Atleta               | Evento | Regata | Regata | Regata | Regata | Regata | Regata | Regata | Regata | Regata | Regata | Regata | Punteggio Totale | Punteggio Netto | Classifica |
| Atleta               | Evento | 1      | 2      | 3      | 4      | 5      | 6      | 7      | 8      | 9      | 10     | M      | Punteggio Totale | Punteggio Netto | Classifica |
| -------------------- | ------ | ------ | ------ | ------ | ------ | ------ | ------ | ------ | ------ | ------ | ------ | ------ | ---------------- | --------------- | ---------- |
| Teja Černe Tina Mrak | 470    | 12     | 9      | 12     | 15     | 17     | 17     | 17     | 14     | 16     | 16     | EL     | 144              | 127             | 18ª        |